# Giorgia Speciale
Giorgia Speciale, née le 2 février 2000 est une véliplanchiste licenciée au club Sef Stamura d'Ancône, où elle commence la voile à l'âge de 9 ans. Giorgia débute les régates à l'âge de dix ans. Elle est également membre de l'équipe d'Italie. Elle est médaillée d'or aux Jeux olympiques de la Jeunesse en bic 293 techno plus à Buenos Aires 2018 .

## Compétitions
En 2018, elle récupère a Penmarc'h un cinquième titre mondial junior consécutif en sept années depuis 2012. Après cette victoire, elle affirme sa place au sein d'une catégorie olympique, la RS:X.
A seulement 18 ans, Giorgia a déjà 6 titres de championne du monde ainsi que 6 titres de championne d’Europe. L’athlète de 18 ans a terminé devant la Française Manon Pianazza, dont la sœur aînée Lucie a remporté la médaille de bronze dans la même épreuve aux Jeux olympiques de la Jeunesse de Nanjing 2014.
En cette fin d’année 2018, l'athlète est devenue marraine de Corri sull’acqua (« courir sur l'eau »), association promouvant la planche à voile adaptative. Elle est volontaire dans la lutte contre le handicap et participe à des stages permettant aux personnes handicapés de pouvoir naviguer.
En 2019, elle a été nommée comme finalistes pour le prix du meilleur marin italien de l'année,.

## Palmarès[1]
- 2012 :  2ème aux championnats du monde en bic techno 293 à Medemblik
- 2013 :  1re aux championnats du monde en bic techno 293 à Sopot
- 2014 : 1re aux championnats du monde en  bic techno 293 à Brest
- 2017 :  1reaux championnats du monde en bic techno 293 plus Bretagne
- 2017 :  2ème aux championnats du monde ISAF en RS:X femme à Sanya
- 2018 :  1re aux championnats d'Europe en bic techno 293 plus à Mondello
- 2018 : 1re aux championnats du monde jeune en RS:X femme à Penmarch
- 2018 : 3ème aux championnats du monde ISAF en RS:X à Corpus Christi
- 2018 : 1re aux championnats du monde femme en bic techno 293 plus à Liepaja
- 2018 :  médaillée d'or aux Jeux olympiques de la jeunesse en bic techno 293 plus  à Buenos Aires